# ÖBB 2090 sorozat
Az ÖBB 2090 egy osztrák Bo tengelyelrendezésű keskeny nyomtávú dízelmozdony volt. Összesen egy db épült belőle 1927-ben a Floridsdorfi Mozdonygyárban. Az ÖBB a sorozatot 2000-ben selejtezte.